# Schistosité

A : plan de stratification ; B : schistosité de fracture (débit en crayons) ; C : foliation diagénétique ; D : schistosité de flux

La schistosité décrit une famille de plans sub-parallèles et régulièrement espacés selon lesquels les roches schistosées se débitent (ou se clivent) facilement en feuillets plus ou moins épais. Ces feuillets marquent l'aplatissement de la roche schistosée, en général lors d'une phase de déformation. Le plan de schistosité s'ouvre facilement car il s'agit d'une discontinuité mécanique; cette propriété est mise à profit dans la taille des ardoises et des lauzes, par exemple.
Les plans de schistosité se développent selon une direction perpendiculaire au plan d'aplatissement maximal. Ils concernent uniquement les minéraux qui peuvent être orientés (minéraux ayant une forme d'aiguille, de prisme ou en plaquettes) et reflètent souvent le fait que des micas (foliation) sont réorientés, ont cristallisé ou recristallisé à plat sur ces plans. À ce titre, la schistosité est souvent caractéristique des roches métamorphiques par la venue de minéraux néoformés appelés blastes (les cristaux relictuels se nommant quant à eux clastes). On peut y distinguer des textures granoblastiques (cristaux en grains), lépidoblastiques (minéraux en paillettes comme les micas), nématoblastiques (minéraux en aiguilles comme les amphiboles).
La schistosité existe presque systématiquement dans des roches qui ont été déformées (plissements, zones de cisaillement), sans contrepartie dans les roches qui ne l'ont pas été. La schistosité est donc un plan d'anisotropie mécanique, typiquement proche du plan axial des plis — on parlera alors de pli synschisteux.

## Types de schistosité

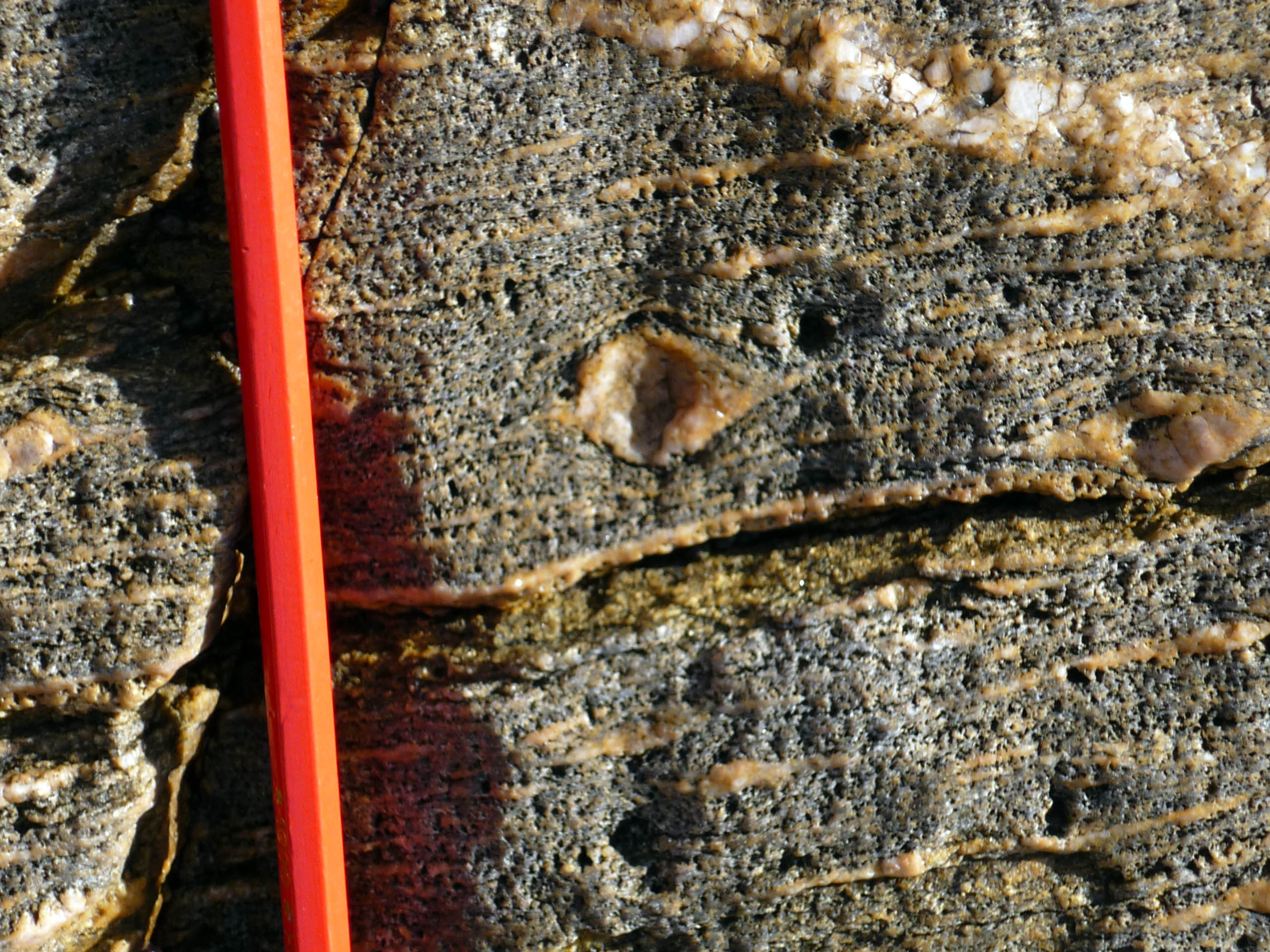
Schistosité de foliation dans un orthogneiss œillé. Les ombres de pression (appelées « queues de cristallisation ») de porphyroclastes de feldspath témoignent du processus de dissolution–recristallisation.

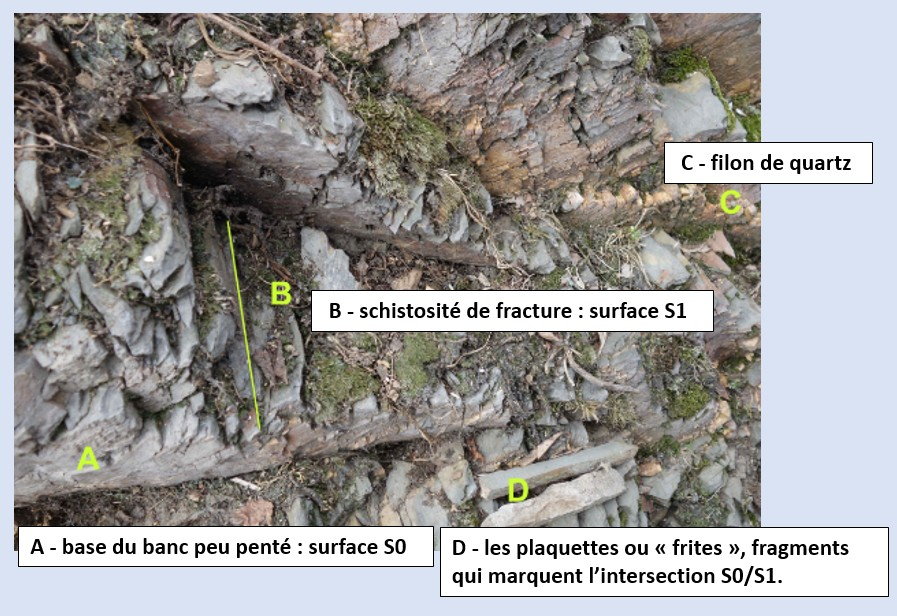
Dalles de Néant. Sur les schémas, on désigne généralement l'attitude des plans de schistosité qui débitent la roche (S_{1}, S_{2}), par opposition à S_{0} qui désigne les surfaces de stratification.

Les géologues distinguent deux grands types de schistosité :
- la schistosité non pénétrative, lorsque les plans de schistosité sont séparés de quelques millimètres ou plus par des plaquettes de roches non déformées (appelées « microlithons »).
- la schistosité pénétrative, lorsqu'elle concerne toute la masse de la roche. C'est le cas du phyllade ou de l'ardoise.

Une roche peut receler plusieurs schistosités qui traduisent chacune des phases de déformation au cours d'une ou de plusieurs orogénèses. Suivant leur morphologie et le degré d'aplatissement (déformation de plus en plus ductile), les géologues distinguent plusieurs types de schistosité :
- schistosité de fracture, de fracturation ou espacée disjointe[3] ;
- schistosité de crénulation  ou schistosité de pli-fracture ;
- schistosité de flux (réorientation de minéraux comme dans la schistosité ardoisière) ;
- schistosité cristallophyllienne ou foliation : cristallisation de nouveaux minéraux en paillettes dans les plans de schistosité[4].

## Les mécanismes de formation des plans de schistosité et foliation

Processus de dissolution–recristallisation.

La schistosité est produite par aplatissement. Les mécanismes principaux en sont la dissolution sous pression (en) (ou pression-dissolution), la rotation rigide, la déformation intracristalline et la cristallisation orientée. Ces mécanismes s'accompagnent souvent de néocristallisation (recristallisation métamorphique).
« Le fluide contenu dans la porosité de la roche, capable de dissoudre les éléments solubles qui font face à la compression principale, redistribue ces éléments dans les secteurs voisins protégés de la contrainte ». Le processus de dissolution–cristallisation correspond à la migration d'atomes dans une phase fluide interstitielle d'un agrégat de cristaux soumis à une contrainte différentielle. Cette pression provoque l'apparition d'une différence de potentiel chimique entre les faces des cristaux qui ont tendance à se dissoudre, et les faces où recristallisent des éléments dissous (quartz, biotite, mica, amphibole…) sous forme de grains ou de fibres. Les minéraux existant avant la déformation (les clastes) modifient localement la mise en place de la schistosité en ménageant des zones de moindre pression, ce qui protège des espaces (les ombres de pression (en)) dans lesquels ont cristallisé les éléments dissous (petits minéraux de feldspaths, de quartz...).